# Coquillettomyia labiata
Coquillettomyia labiata är en tvåvingeart som beskrevs av Grover 1979. Coquillettomyia labiata ingår i släktet Coquillettomyia och familjen gallmyggor. Inga underarter finns listade i Catalogue of Life.